# مغامرات بلوتو ناش
مغامرات بلوتو ناش (بالإنجليزية: The Adventures of Pluto Nash) فيلم كومديا وخيال علمي أمريكي أسترالي، بطولة إيدي مورفي واخراج رون أندروود.

## الممثلين والشخصيات
- إيدي ميرفي بدور بلوتو ناش، وريكس كراتر
- راندي كوايد بدور برونو

## وصلات خارجية
- مغامرات بلوتو ناش على موقع IMDb (الإنجليزية)
- مغامرات بلوتو ناش على موقع ميتاكريتيك (الإنجليزية)
- مغامرات بلوتو ناش على موقع روتن توميتوز (الإنجليزية)
- مغامرات بلوتو ناش على موقع نتفليكس (الإنجليزية)
- مغامرات بلوتو ناش على موقع ألو سيني (الفرنسية)
- مغامرات بلوتو ناش على موقع Turner Classic Movies (الإنجليزية)
- مغامرات بلوتو ناش على موقع أول موفي (الإنجليزية)
- مغامرات بلوتو ناش على موقع بوكس أوفيس موجو (الإنجليزية)
- مغامرات بلوتو ناش على موقع فيلمافينيتي (الإسبانية)
- مغامرات بلوتو ناش على موقع قاعدة بيانات الأفلام السويدية (السويدية)